# Markus Warg

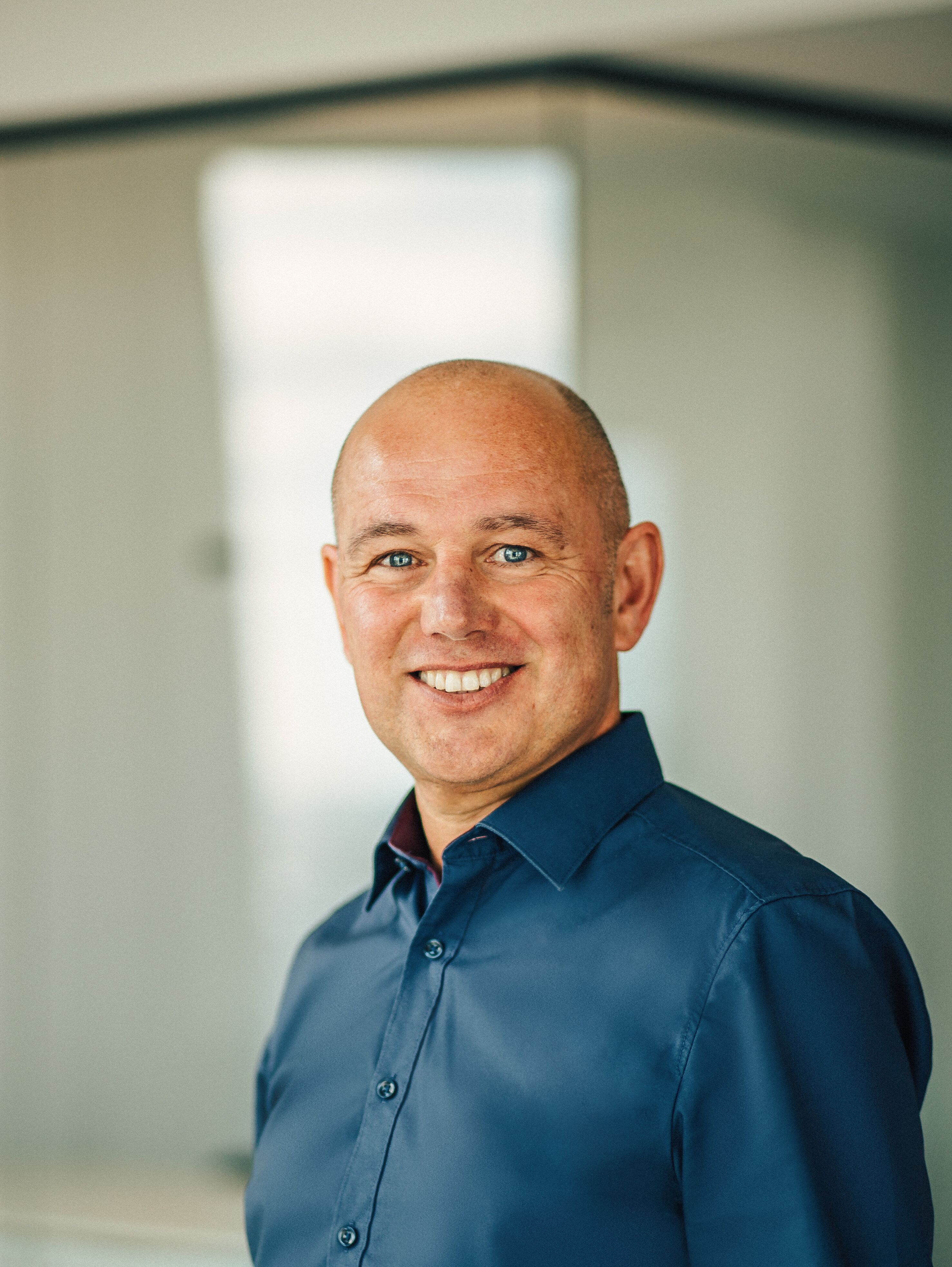
Markus Warg

Markus Warg (* 25. August 1965 in Neustadt an der Weinstraße) ist ein deutscher Ökonom.

## Biografie
Warg schloss im Jahr 1991 das Studium der Volkswirtschaftslehre an der Universität Trier mit dem Diplom ab. Von 1991 bis 1994 promovierte er an der Universität Trier, der University of British Columbia und der Universitat Autonoma de Barcelona in Betriebswirtschaft.
Von 1994 bis 1998 war er für die Beratungsgesellschaft BankBetriebsWirtschaft im Themenfeld Risikomanagement – zuletzt als Geschäftsführer – tätig. 1998 bis 2001 leitete er als Direktor der Dresdner Bank AG ein strategisches Großprojekt zur Erneuerung des Buchungs- und Dispositions-Systemes. Im Jahr 2002 wurde er in den Vorstand der Mannheimer AG Holding berufen; im Jahr 2006 wechselte er in den Vorstand der Deutscher Ring Versicherungen und von 2009 bis 2018 in den Vorstand der Signal Iduna Gruppe.
Seit 2008 lehrt er neben seiner Vorstandstätigkeit als Professor für Leadership, Service Design and Risk Management in Hamburg. Von 2008 bis 2013 an der International Business School of Service Management und seit 2014 an der Fachhochschule Wedel.
Warg veröffentlichte 2015 die Service Dominierte Architektur (SDA) einen Bauplan für Plattformen und die Teilnahme an Ökosystemen. Seit 2019 leitet er das Institut für Service Design (IfSD), Hamburg. Das IfSD verbindet weltweit führende Service-Wissenschaftler, um aus der Theorie wertvolle Impulse für die Praxis zu generieren. Als Ambassador unterstützt Warg die ISSIP (International Society of Service Innovation Professionals) mit dem Ziel "to advance Service Innovation to help people, business and society".
Als Ideengeber der SDA begleitet Warg mit dem IfSD Initiativen wie den Plattform- und Ökosystementwickler SDA SE, die B2B2C Mobility Plattform onpier oder den Aufbau von Plattformen im Gesundheitswesen.
Warg hat über 60 wissenschaftliche Beiträge auf Konferenzen, in Journals und in Büchern publiziert. Darunter u. a. den Beitrag "From Product Organization to Platform Organization - Observations of Organizational Development in the Insurance Industry" für den er und die Co-Autoren den ISSIP Best Paper Award erhalten haben; oder das Buch "Service in the AI Era: Science, Logic, and Architecture Perspectives", welches Warg zusammen mit den Gründern der Service Science und Service-Dominierten Logik veröffentlicht hat.